# لی هیو جونگ
این یک نام کره‌ای است؛ نام خانوادگی لی است.
لی هیوجونگ (کره‌ای: 이효정؛ زادهٔ ۷ ژانویه ۱۹۶۱) بازیگر اهل کره جنوبی است. او حرفهٔ بازیگری خود را در سال ۱۹۸۱ آغاز کرد و از آن زمان تا کنون به ایفای نقش در درام‌های تلویزیونی ادامه داده‌است. وی در مجموعه تلویزیونی دریاسالار جاوید یی سون شین نقش تویوتومی هیده‌یوشی را ایفا کرده‌است.